# Romy i Michele na zjeździe absolwentów
Romy i Michele na zjeździe absolwentów (ang. Romy and Michele's High School Reunion) – amerykański film komediowy z 1997 roku w reżyserii Davida Mirkina na podstawie sztuki Robina Schiffa.

## Opis fabuły
Beztroskie Romy (Mira Sorvino) i Michele (Lisa Kudrow) przyjaźnią się od lat. Gdy dowiadują się, że w ich dawnej szkole ma się odbyć zjazd absolwentów, uświadamiają sobie, że nie mają czym się pochwalić przed koleżankami. Postanawiają więc znaleźć dobrą pracę i odpowiednich partnerów.

## Obsada
- Mira Sorvino jako Romy White
- Lisa Kudrow jako Michelle Weinberger
- Janeane Garofalo jako Heather Mooney
- Camryn Manheim jako Toby Walters
- Alan Cumming jako Sandy Frink
- Julia Campbell jako Christy Masters
- Mia Cottet jako Cheryl
- Kristin Bauer jako Kelly
- Elaine Hendrix jako Lisa Luder
- Vincent Ventresca jako Billy

i inni